# Dansk Danse Grand Prix
Dansk Danse Grand Prix er en dansekonkurrence med det formål at finde Danmarks repræsentant til Eurovisionens Danse Grandprix, også kaldet Eurovision Dance Contest (EDC). Konkurrencen blev afholdt første gang den 24. august 2007 med parret Mette Skou Elkjær og David Kim Ehlers Jørgensen som vindere. Mette og David skal derfor repræsentere Danmark ved EDC 2007 i London den 1. september 2007.
Der deltog tre par i finalen, der blev afholdt på Rådhuspladsen i København. De tre par var udvalgt af et dommerpanel blandt i alt otte par, der var udpeget af Dansk Sportsdanser Forbund. De tre par var:
- Mette Skou Elkjær & David Kim Ehlers Jørgensen
- Lotte Rodenberg & Kristjan Vellejus
- Maija Salminen & Martin Parnov Reichardt

Ved finalen præsenterede hvert par to danse, en klassisk (standard- eller latin) og en freestyle.
Vinderne blev fundet efter en sms-afstemning blandt tv-seerne, der talte 50%, og en afstemning blandt de tre dommere Claus Larsen, Helle Loft Jensen og Lene James Mikkelsen, der også talte 50%. Der var toppoints til Mette og David fra både tv-seerne og de tre dommere.